# Laurent Hubac
Pour les articles homonymes, voir Hubac.

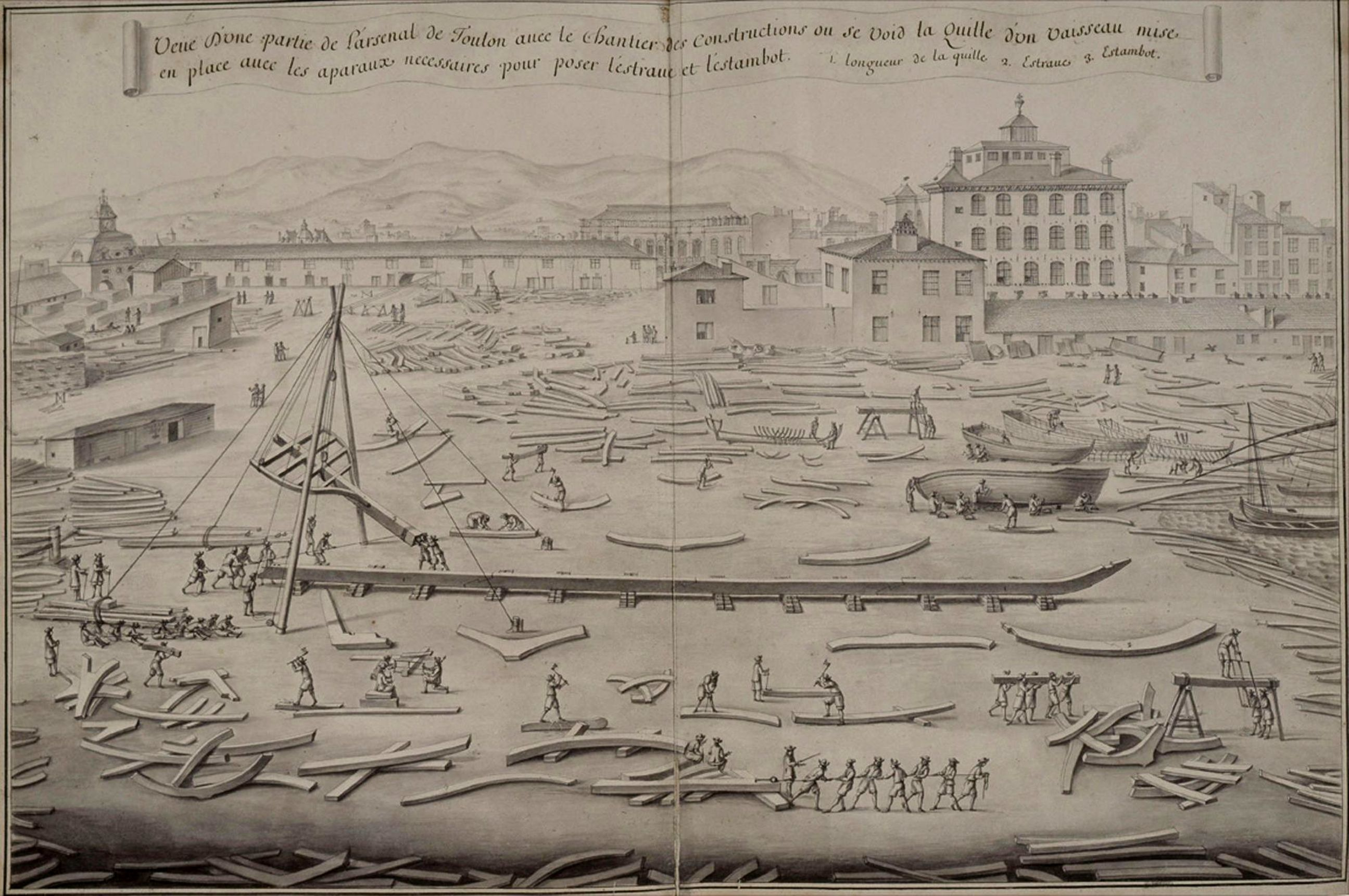
Un chantier naval vers 1670, à l'époque de Laurent Hubac. (Illustration extraite de l’Album de Colbert).

Laurent Hubac (Brest, vers 1607-Brest, 14 juin 1682), est un maître charpentier de navires français, père d'Étienne Hubac.

## Biographie
Maître charpentier de la ville de Brest, il y dirigea l'ensemble des constructions des navires de guerre sous Richelieu et Mazarin ainsi qu'au début du séjour de Colbert comme secrétaire d’État à la Marine. 
A l'inverse d'Anne Hilarion de Costentin de Tourville, Hubac préconisait la construction courte des coques.
Il a dirigé la construction du Vendôme, un vaisseau de ligne de 72 canons.